# Dario Costa
Dario Costa (ur. 9 maja 1980 w Manchesterze) – Włoski pilot, kaskader i instruktor lotniczy z Bolonii. Był uczestnikiem Red Bull Air Race World Championship.

## Życiorys
Już w swoim dzieciństwie wykazał on zainteresowanie lotnictwem, a swój pierwszy lot odbył w wieku zaledwie szesnastu lat. Wychowywał się on w Bolonii, gdzie pracował czyszcząc baseny. Dario Costa był pierwszym Włochem, który wziął udział w Red Bull Air Race. Obecnie mieszka w Salzburgu.
4 września 2021 roku na Tureckiej autostradzie „Marmara” przeleciał on samolotem Zivko Edge 540 V2 przez tunel Çatalca w Stambule, którego długość miała ponad 2,26 km. Pokonał tę trasę w czasie 44 sekund, a na początkowym odcinku tunelu samolot unosił się zaledwie 75 centymetrów od ziemi. W tunelu zaledwie cztery metry dzieliły skrzydła samolotu od ścian. Przygotowania do przelecenia przez tunel trwały ponad czternaście miesięcy. Pobił on tym samym pięć rekordów Guinnessa.

Pracował jako kaskader w filmie Mission Impossible 7.